# Barva (karty)
Barva je jedna ze základních vlastností hrací karty. Karetní sada je v drtivé většině případů rozdělena do čtyř barev, přičemž od každé barvy je v sadě stejný počet karet. V některých sadách bývají navíc karty, které k žádné barvě nepatří (především žolík). Barva karty je na ní vyznačena příslušným výrazným symbolem. Barvy karet jsou rozlišeny pomocí symbolů, umístěných na kartách, které se někdy označují jako karetní kameny. Kromě barvy je druhou důležitou vlastností karty její hodnota.

## Karetní barvy
Karetní barvy prošly v historii dlouhým vývojem, v současnosti jsou nejrozšířenější barvy francouzských a německých karet. Ve francouzském systému jsou symboly barev maximálně schematizovány, takže je lze poměrně snadno nakreslit (i jednobarevně); v německém systému je jejich kresba složitější. Srovnání jednotlivých barev v některých karetních sadách ukazuje tabulka:
| Karetní typ | Německé karty                   | Francouzské karty                        | Italské a španělské karty | Švýcarské karty | Anglické karty      |
| ----------- | ------------------------------- | ---------------------------------------- | ------------------------- | --------------- | ------------------- |
| červené ♥   | srdce (Herzen), červené (Rote)  | srdce (coeurs)                           | kopy, číše                | růže            | srdce (hearts)      |
| listy ♠     | listy (Laube), zelené (Grüne)   | piky, dýky (piques)                      | špády, meče               | štíty           | rýče (spades)       |
| žaludy ♣    | žaludy (Eicheln)                | trefy, kříže (trèfles, dosl. trojlístky) | baštony, hole             | žaludy          | obušky (clubs)      |
| kule ♦      | kule (Schellen, dosl. rolničky) | kára, kostky, diamanty (carreaux)        | denáry, mince             | kule            | diamanty (diamonds) |

### Barvy francouzských karet

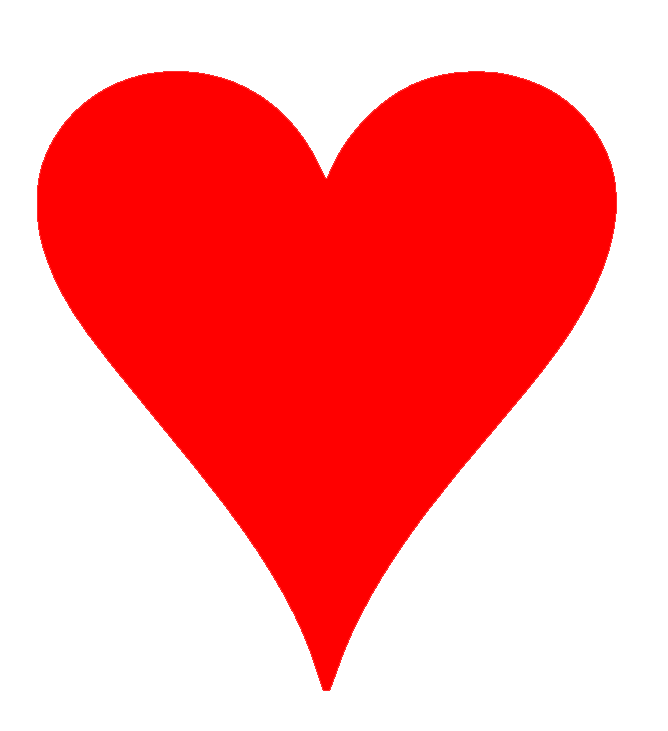
Srdce/Herce
Piky
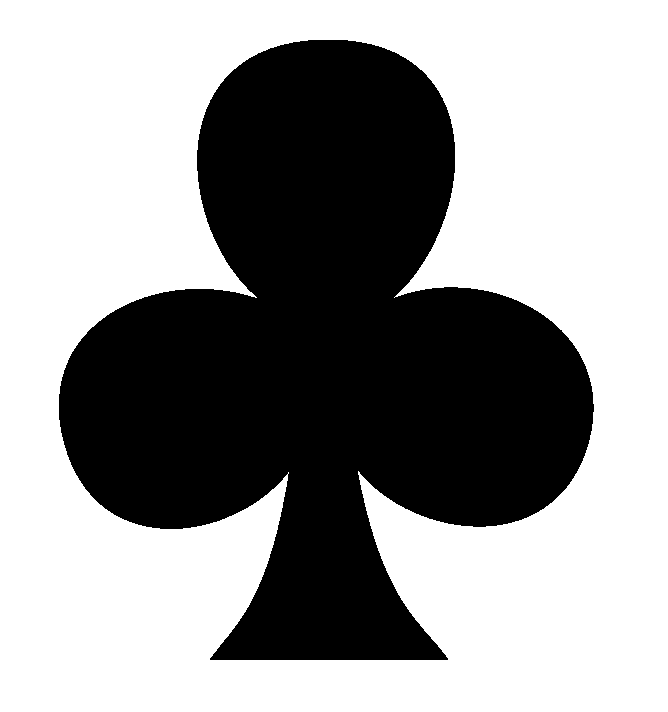
Kříže/Trefy
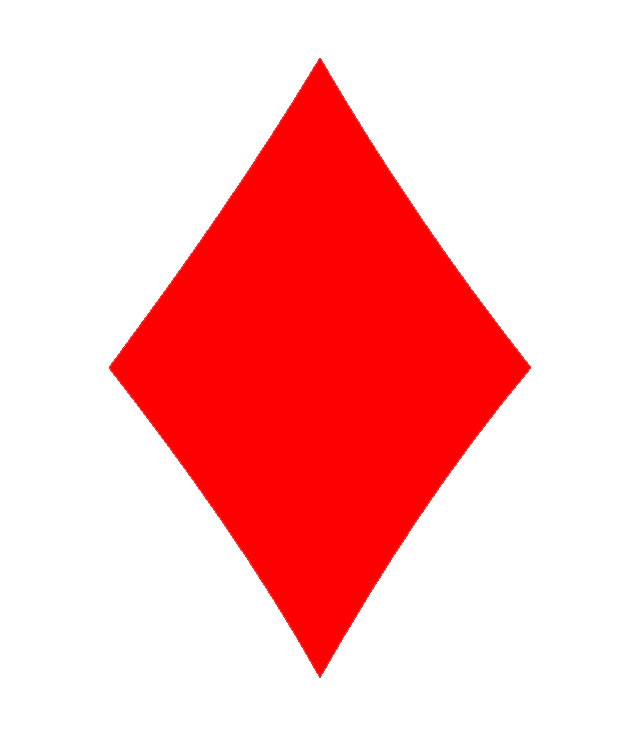
Kára

### Barvy německých karet

Srdce (Červené)
Listy (Zelené)
Žaludy
Kule

### Symbolika barev
Karetní barvy se ustálily kolem roku 1500, od té doby se mění jen jejich grafické provedení. Barvy měly symbolizovat jednotlivé stavy:
- srdce – církev,
- list – měšťanstvo,
- žalud – rolník,
- rolnička – šlechta.

## Umístění symbolů

### Francouzské karty
U karet číselných hodnot jsou symboly barev rozmístěny po celé ploše karty, přičemž jejich počet udává její hodnotu. Stejně tak je tomu u esa, které nese jeden symbol uprostřed karty, protože v některých hrách nabývá hodnoty 1. Ostatní figury (kluk, královna, král) mají jeden nebo dva symboly barvy vedle vyobrazené figury. Kromě toho jsou barvy i hodnoty vyznačeny v rozích karty – barvu označuje zmenšený symbol, hodnotu číslice nebo písmeno. Některé sady mají zmenšené označení hodnot a barev pouze v levém horním a pravém dolním rohu, což znesnadňuje jejich držení v levé ruce; jiné sady je mají ve všech čtyřech rozích. Všechny karty mají oboustrannou orientaci.
Výjimku představuje žolík, který nepatří k žádné barvě (případně zastupuje všechny barvy) a v rohu karty nese specifický symbol (zpravidla hvězdička nebo nápis JOKER).

### Německé karty
U karet číselných hodnot opět počet symbolů barev udává hodnotu karty. U spodka a svrška bývá pouze jeden symbol, u krále jeden (dvouhlavé) nebo dva (jednohlavé), u esa dva symboly.

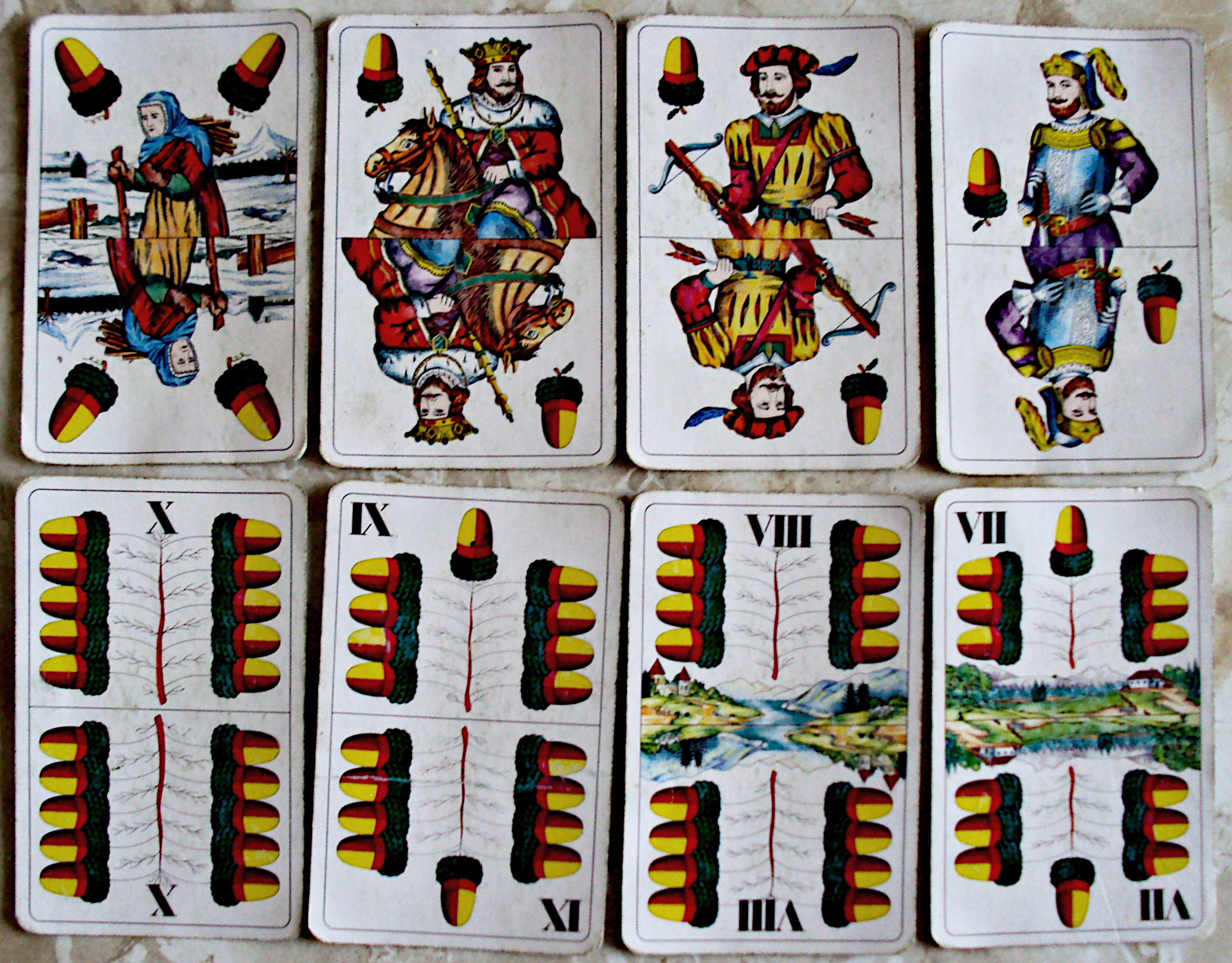
Všechny žaludy v německé sadě karet

## Využití barev
Karetní barva je vedle její hodnoty nejvýznamnější vlastností karty. Přesto existují hry, v nichž barvy nehrají žádnou roli – například Sedma, větší bere, Černý Petr nebo oko. V některých hrách se rozlišují pouze dvě barvy (červené a černé – například některé druhy pasiánsu). V jiných hrách naopak nehrají roli hodnoty karet a barva je tak hlavním rozlišovacím prvkem – například švindl nebo ospalec či Vole padni). Pokud karetní barvy mají ve hře svou roli, mohou být buď všechny na stejné úrovni (prší, pasiáns) nebo mohou být dále strukturovány, takže je například jedna barva nadřazena ostatním. Tato struktura může být někdy poměrně složitá, například v mariáši se v každé hře vybírá jedna barva jako trumfová (nadřazená ostatním), navíc pokud jsou trumfovou barvou červené, hra platí za dvojnásobek, pokud se hrají varianty betl a durch, trumfová barva se neurčuje (všechny barvy mají stejnou hodnotu) a při variantě dvě sedmy se vedle trumfové barvy určuje ještě "strková" barva, jíž je přisouzena specifická role. Jiným příkladem je hra preferans, kde mají barvy přesně určeny svou hierarchii (nejvyšší srdce, pak kára, pak piky, nejnižší kříže).

## Jiné karetní sady
Některé karetní hry mají specifické karetní sady, které pak mají zcela jiný systém barev. Například v kvartetu bývají karty jednotlivých hodnot tematicky zaměřené a barvy se často označují pouze písmeny. Je nicméně zajímavé, že i některé moderní karetní hry určitým způsobem karty barevně rozlišují – například ve hře Citadela jsou karty budov rozděleny do pěti barev.